# تاريخ كرة القدم الأمريكية

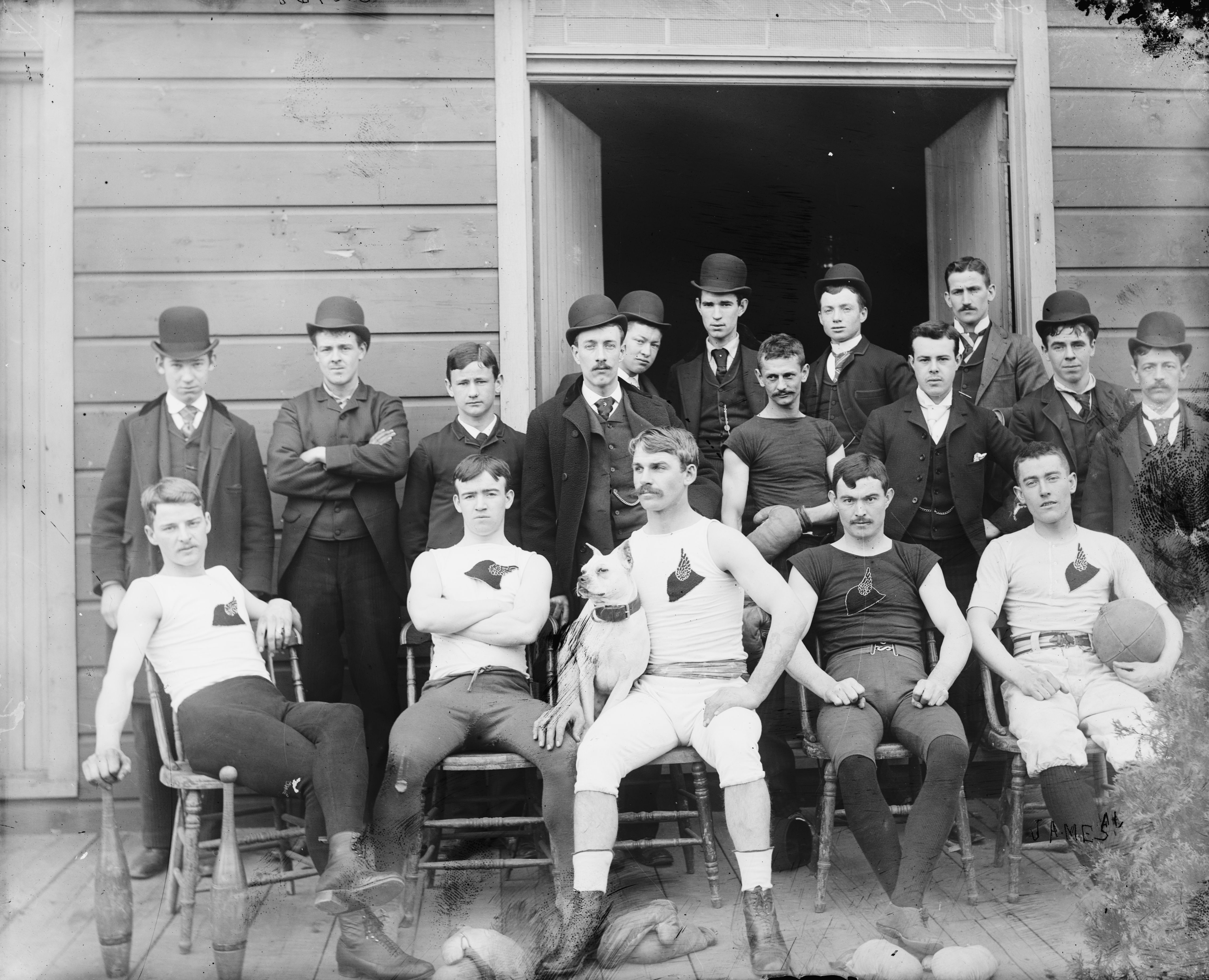
صورة لواحدة من بين أولى فرق كرة القدم الأمريكية خلال أوائل القرن العشرين.

يرتبط تاريخ كرة القدم الأمريكية في بداياتها بتاريخ الرغبي. ويرجع
أصل كلا اللعبتين إلى نوع من رياضة كرة القدم التي كانت شائعة بالمملكة المتحدة خلال منتصف القرن التاسع عشر، بصفة عامة يكون الهدف من لعبها هو إرسال الكرة إلى المرمى مباشرة باستعمال القدم أو الجري بها لعبور خط.
ظهرت كرة القدم الأمريكية نتيجة للعديد من التغييرات في لعبة الركبي، لا سيما تلك التغييرات التي اجراها والتر كامب (الملقب ب «أب كرة القدم الأمريكية») على قواعد اللعبة. حيث تشمل هذه التغييرات بالدرجة الأولى إدخال ما يسمى خط الاشتباك وكذا نظام الاختبار. ازدادت شعبية كرة القدم الأمريكية أكثر كلعبة جامعية (كرة القدم الأمريكية الجامعية)، حتى أصبحت من بين أكثر الرياضات المهيمنة خلال النصف الأول من القرن العشرين.
يعود أصل كرة القدم الاحترافية إلى سنة 1892، عندما وقع وليام هيفيلفينجير عقدا بقيمة خمس مائة دولار من أجل اللعب لصالح نادي أليغني الرياضي ضد نادي بيتسبرغ الرياضي. بحلول سنة 1920، تشكلت اخيرا «الرابطة الاحترافية لكرة القدم الأمريكية الاحترافية». بعد سنتين من ذلك اعيدت تسميتها لتصبح فيما بعد ما يسمى الآن الدوري الوطني لكرة القدم (NFL)، الذي هو الدوري الرئيسي لكرة القدم الأمريكية. في البداية انتشرت واكتسبت هذه الرياضة شعبية واسعة أولا في المدن الصناعية الواقعة في الوسط الغربي للولايات المتحدة، لتسع رقعتها وتصبح بمثابة ظاهرة وطنية. من المرجح أن يكون للمبارات النهائية لبطولة عام 1958، دور هام في تزايد شعبيتها، حيث يصنفها الكثير على انها «أعظم مقابلة تم لعبها من أي وقت مضى»
(Greatest Game Ever Played).
في المقابل عرفت سنة 1960، انطلاقة الدوري الأمريكي لكرة القدم الأميركي (AFL)، الذي هو الدوري المنافس للدوري الوطني لكرة القدم الأميركي في الولايات المتحدة؛ أدى الضغط على الدوري الأقدم إلى اندماج بين الدوريين مشكلا ما يعرف باسم مبارات السوبر بول (المبارات النهائية بين الفائز في NFL والفائز في AFL، هذا الأخير الذي يعد الحدث التلفزيوني الأكثر مشاهدة في جميع ارجاء الولايات المتحدة.

## السنوات الأولى

### بدايات اللعبة
بالرغم من وجود أدلة تبين شيوع كرة القدم بين شعوب الهنود الأمريكيين، إلا أن أصول كرة القدم الأمريكية في نسختها الحديثة تعود إلى ألعاب الكرة التقليدية التي لعبت في القرى والمدارس الأوروبية لعدة قرون قبل استعمار أمريكا. أول المستوطنين البريطانيين في جيمستاون (فرجينيا)، كانوا فعليا يلعبون بكرات منتفخة خلال أوائل القرن السابع عشر. حيث تمتلك الأشكال القديمة لكرة القدم الأمريكية كثيرًا من القواسم المشتركة بينها وبين كرة قدم الحشد التي كانت تمارس في انكلترا بصفة خاصة خلال مهرجان ماردي جرا. أين تقام منافسات بين المدن والقرى المجاورة، التي تضم عددا غير محدود من اللاعبين موزعين على فرق متنافسة، يكونون كتلا بشرية تتصادم فيما بينها بغرض الحصول على كرة مصنوعة من مثانة الخنزير بكل الوسائل الممكنة وتسجيل اهداف من كلا الطرفين. من خلال احترام بعض القواعد، يمكن استخدام أي وسيلة لتحريك الكرة نحو الهدف، طالما أنها لم تؤدي إلى قتل أو قتل غير متعمد. تعرضت هذه الألعاب القديمة خلال القرن التاسع عشر للتراجع، بصفة خاصة عندما تم تمرير قانون الطريق السريع لسنة 1835، الذي حظر لعب كرة القدم بالطرق العامة.
خلال بدايات اللعبة كانت هذه الرياضة تزال غير منظمة إلى حد كبير قبل القرن التاسع عشر، عندما بدأ الطلاب في لعبها بالحرم الجامعي. كل جامعة كانت تلعب نسختها الخاصة من كرة القدم. طلاب جامعة برنستون على سبيل المثال كانوا في وقت مبكر من سنة 1820 يلعبون لعبة تسمى "بالون" ("ballown"). في سنة 1827 بدأ طلاب جامعة هارفارد تقليد تحت اسم "الاثنين الدامي" (Bloody Monday)، متمثلا في إجراء مباراة كبيرة بين طلاب السنة الأولى والثانية. في كلية دارتموث لعب الطلاب هناك نسختهم الخاصة من هذه اللعبة تسمى "Old division football" (بالإنجليزية)، التي نشرت قواعدها لأول مرة في سنة 1871، على الرغم من أن اللعبة تعود لثلاثينيات القرن التاسع عشر. كل هذه الألعاب وغيرها، كانا تتقاسم فيما بينها بعض الجوانب. حيث بقية إلى حد كبير منتمية لنمط ألعاب "الحشد:"عدد من اللاعبين يحاولون دفع الكرة إلى منطقة الهدف، في كثير من الأحيان باستعمال كل الوسائل اللازمة". تكون القواعد بسيطة، حيث يكون التعرض للعنف والإصابات شائعا. تحت ضغط من مدينة نيو هيفن، قامت جامعة ييل في سنة 1860 بحظرت جميع أشكال كرة القدم الأمريكية، وبحلول سنة 1861 قامت هارفارد بنفس الشيء.

### لعبة بوسطن
في الوقت الذي كانت فيه اللعبة محظورة في الجامعات، اكتسبت كرة القدم الأمريكية شعبية واسعة في المدارس الثانوية الخاصة على الساحل الشرقي. بحلول سنة 1855، ادخلت البالونات المنفوخة المصنعة لأول مرة للعبة، حيث أصبحت أكثر اتساقا من البالونات التي كانت في السابق مصنوعة باليد؛ الشئ الذي جعل من الأسهل حملها وركلها. في هذه الحقبة، يمكن ملاحظة اثنين من الاختلافات العامة في هذه اللعبة: العاب تعتمد على ركل الكرة (بالإنجليزية: kicking)‏، وأخرى يتم فيها حمل الكرة والركض بها (بالإنجليزية: running)‏. في المقابل كان هناك شكل آخر للعبة هجين مكون من كلا الشكلين السابقين، معروفة باسم «لعبة بوسطن»، لعبت هذه الأخيرة من قبل مجموعة تسمى «نادي أونيدا لكرة القدم». هذا النادي، الذي يعتبره بعض المؤرخين كأول نادي رسمي لكرة القدم في الولايات المتحدة، حيث تشكل في سنة 1862 من قبل طلاب المدارس الثانوية الذين كانو يلعبونها في حديقة بوسطن المشتركة. جلبت هذه اللعبة انتباه الصحافة، وسرعان ما انتشرت خلال سنوات ستينيات القرن التاسع عشر.
بحلول أواخر ستينيات القرن التاسع عشر عادت اللعبة إلى حرم الجامعات. خلال هذا الوقت بدأ طلاب ييل، برينستون، روتجرز وبراون في ممارسة العاب الركل (kicking). في سنة 1867، استخدم برينستون قواعد للعبة تقوم على تلك التي كانت عند الاتحاد الإنجليزي لكرة القدم.
بالموازات مع ذلك، تبنى نادي مونتريال لكرة لعبة شبيهة بالرغبي، تعتمد على الإستحواد على بالكرة والركض بها.

## كرة القدم الأمريكية الجامعية

### روتجرز ضد برينستون (1869)
في 6 نوفمبر 1869، واجه طلاب نت من جامعة روتجرز طلابا من جامعة برنستون (المعروفة آنذاك باسم كلية نيو جيرسي) في مبارات لكرة القدم الأمريكية،  اعتبرت منذ فترة طويلة على أنها أول مباراة في تاريخ كرة القدم الأمريكية الجامعية. لعبت المباراة على ميدان طلاب جامعة روتجرز استنادا لأول مجموعة قواعد للعبة، في محاولة مبكرة من قبل التلاميذ السابقين في المدارس العامة في انكلترا، لتوحيد قواعد ألعاب المدارس العامة، وخلق مجموعة قواعد عالمية موحدة تؤطر لعبة كرة القدم. تألف كلا الفريقين من 25 لاعبا، وكان الهدف هو أن يضع كل فريق كرة مستديرة في مرمى الخصم، باستعمال القدمين فقط ولم يسمح برمي أو حمل الكرة، ينضاف إلى ذلك أن أول فريق يسجل 6 أهداف يعلن فريق فائز. نتيجة لذلك فاز فريق روتجرز بنتيجة 6 مقابل 4. في الأسبوع التالي وعلى ملعب برينستون، لعب فريق هذه الأخيرة مباراته الثأرية ضد روتجرز، هذه المرة وفقا لقواعده (الفرق الملحوظ هنا هو منح «ركلة حرة» عن كل لاعب يمسك الكرة الطائرة للأعلى). نجح برينستون في تحقيق الفوز في المباراة بنتيجة ثمانية أهداف مقابل صفر.
بحلول سنة 1870 انضمت جامعة كولومبيا إلى «الدوري»، تلتها بعد ذلك في سنة 1872 جامعات أخرى، على غرار بيل ومعهد ستيفنز للتقنية.

### توحيد القواعد (1873-1880)

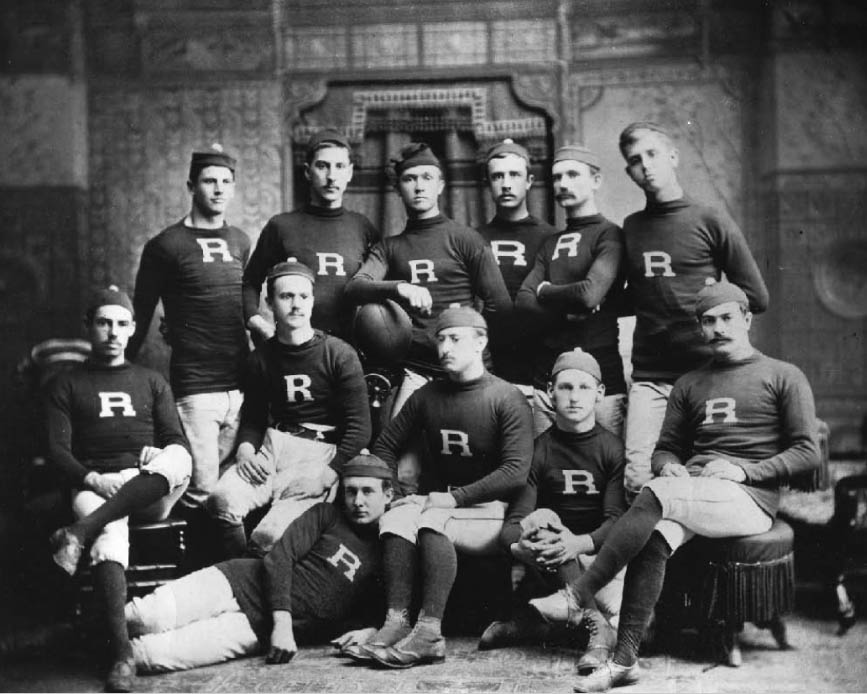
صورة جماعية لفريق جامعة روتجرز في الزي الرسمي سنة 1882.

في 19 أكتوبر 1873، التقى ممثلون عن جامعات كولومبيا، ييل، برينستون وروتجرز في فندق فيفث أفينيو في نيويورك، لتدوين المجموعة الأولى من القواعد الموحدة لكرة القدم بين الجامعات. قبل هذا الاجتماع، كان لكل جامعة قواعدها الخاصة، وكانت كرة القدم في الجامعات تلعب على أساسا رمز الفريق المحلي.
وضع المشاركون في هذا الاجتماع لائحة للقواعد والقوانين المنظمة لمباريات كرة القدم بين الجامعات، تقوم بشكل أكثر على قواعد اتحاد كرة القدم بدلا من قواعد اتحاد الرجبي.
جامعة هارفارد التي لعبت «لعبة بوسطن»، نسخة كرة القدم التي تسمح بحمل الكرة، رفض ممثلوها حضور مؤتمر القواعد الذي نظمته المدارس الأخرى واستمروا في اللعب تحت رمز الجامعة الخاص. في الوقت الذي أدى فيه غياب هارفارد المتعمد عن الاجتماع  إلى إعاقة تنظيم اللعبة بينها وبين الجامعات الأمريكية الأخرى، واجهت الجامعة تحدي آخر متمثل في لعب سلسلة من مباراتين ضد فريق جامعة مكغيل (مونتريال). حيث سافر هذا الاخير (فريق مكغيل) إلى كامبريدج من أجل ملاقات هارفارد. في 14 مايو 1874، فاز فريق هارفارد بمباراته الأولى، التي لعبت وفق قواعد «بوسطن»، بنتيجة 3 مقابل 0. في اليوم التالي، الذي لعب فيه الفريقيت مبارات ثانية وفقا لقواعد الرغبي انتهت المبارات بالتعادل السلبي 0 مقابل 0.
جنحت هارفارد سريعا نحو الرغبي، على وجه الخصوص، نحو نظام المحاولة (بالإنجليزية: Try)‏ لتسجيل النقاط المستعمل في الرغبي والذي لم يكن يستخدم في السابق في كرة القدم الأمريكية. وسيلة التسجيل هذه ستصبح في وقت لاحق تحت مسمى «الهبوط» (بالإنجليزية: Touchdown)‏. في نهاية سنة 1874، ذهب فريق هارفارد إلى
مونتريال لملاقات فريق مكغيل؛ في هذه المرة فاز هارفارد على خصمه بثلاث محاولات. بعد ذلك بعام، في 4 يونيو 1875، التقى فريق هارفارد بفريق جامعة تافتس في أول مباراة تجري بين جامعتين أمريكيتين وفقا لقواعد مماثلة لتلك التي طبقت في مباراة مكغيل ضد هارفارد، والتي فاز بها فريق بنتيجة 1 مقابل 0.
أول مبارات في كرة القدم الأمريكية بين هارفارد وييل (تسمى في الولايات المتحدة باسم The Game (بالإنجليزية) بالعربية: «اللعبة» أو «المبارات»)، تم إجراءها في 13 نوفمبر 1875. خسر خلالها فريق ييل بنتيجة 0 مقابل 4. في الوقت ذاته اكتشفو أنهم أيضا يفضلون نسخة كرة القدم التي تميل إلى أسلوب الرغبي. بعد هذه المبارات قام المتفرجون باستيراد اللعبة إلى جامعاتهم، فأصبح لها في وقت لاحق شعبية كبيرة.
بحلول 23 نوفمبر 1876، اجتمع ممثلون عن جامعة هارفارد، ييل، برينستون وكولومبيا في بيت ماساكويت في سبرينغفيلد، بهدف توحيد ووضع قواعد جديدة مبنية على أساس لعبة الرغبي التي قدمت إلى هارفارد من قبل مكغيل في سنة 1874. استند التنظيم إلى حد كبير على رمز اتحاد الرجبي الإنجليزي، لكن بفارق واحد مهم: كوسيلة أساسية لتسجيل نقطة، يتم استبدال الهدف المسجل من ركلة مع الهبوط. سيحدث هذا التغيير لاحقا في لعبة الركبي أيضًا، حيث تم تفضيل المحاولة كوسيلة اساسية لتسجيل النقاط. عقب هذا الاجتماع، شكلت ثلاث جامعات هي هارفارد وكولومبيا وبرينستون رابطة لكرة القدم بين الجامعات. لم تنضم جامعة ييل للمجموعة إلا في سنة 1879، بسبب خلاف حول عدد اللاعبين لكل فريق.

### والتر كامب (والد كرة القدم الأمريكية)
يشتهر والتر كامب على نطاق واسع على انه أهم شخصية في تاريخ تطور كرة القدم الأمريكية.

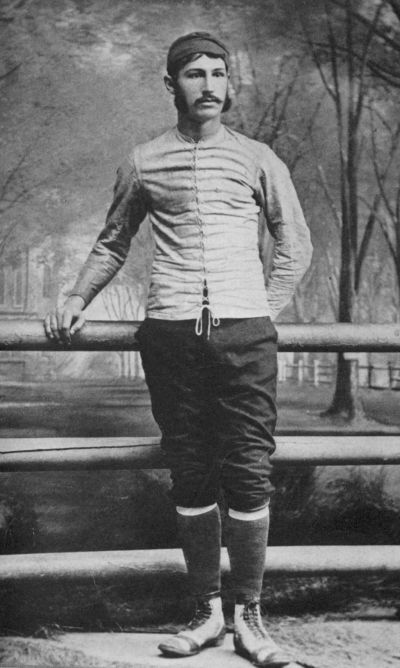
والتر كامب «والد كرة القدم الأمريكية»، في صورة يرجع تاريخها لسنة 1878، عندما كان قائدا لفريق جامعة ييل.

خلال مرحلة شبابه، تفوق والتر كامب في عدد من الرياضيات، على غرار ألعاب القوى، كرة القاعدة وكرة القدم. بعد تسجيله في جامعة ييل في سنة 1876، حصل كامب على تسجيل في كل الرياضات التي تقدمها الجامعة.
ذهب كامب بشكل منتظم إلى اجتماعات «بيت ماساسويت»، أين دارت مناقشات لتوحيد القواعد وتغييرها. حيث اقترح تغيير أول قاعدة في الاجتماع الأول الذي حضره في سنة 1878 : تخفيض عدد اللاعبين من خمسة عشر إلى أحد عشر لاعبا. رفض الاقتراح في ذلك الوقت، لكنه مرر أخيرا في سنة 1880. كان الهدف من هذا التغيير هو تحرير الأرضية والتركيز على السرعة بدلا من القوة. أبرز التغييرات التي كان كامب سببا فيها، كانت هي إنشاء خط المشاركة أو «خط الخداع» (بالإنجليزية: line of scrimmage)‏، بالإضافة إلى إعادة الكرة (المفاجأة) من المركز إلى خط الربع الثاني في سنة 1880. شملت التغييرات الأخرى في وقت لاحق ادخال إمكانية التقاط الكرة باستعمال اليدين، إما من الجو أو عن طريق تمريرها مباشرة من يد إلى يد أخرى.
بدلا من زيادة عدد الأهداف، هدف تصميم كامب الأصلي، إلى استخدام القواعد للحفاظ على السيطرة على الكرة خلال جميع أطوار المبارات، ما أعطى مقابلات بطيئة، وبدون هدف. في مؤتمر 1882، اقترح كامب أن يضطر كل فريق لدفع الكرة  على الاقل بخمسة ياردات في ثلاث محاولات أو أقل. أدت القواعد الجديدة، جنبا إلى جنب مع إنشاء خط الاشتباك، إلى تحويل اللعبة من مجرد لعبة باختلافات بسيطة عن لعبة الرغبي أو كرة القدم إلى رياضة منفصلة: كرة القدم الأمريكية.
شارك كامب في تغييرات أخرى أكثر أهمية، أدت في نهاية المطاف إلى تحديد وتنظيم كرة القدم الأمريكية. في سنة 1881، تم تقليص مساحة الملعب إلى أبعاده الحديثة 120 ياردة في الطول و53 ياردة في العرض (109.7 على 48.8 متر). في سنة 1883، ادخل كامب في عدة مرات تعديلات على نظام التنقيط، لتصبح في نهاية المطاف أربع نقاط للهبوط، نقطتين لهدف بعد الهبوط، وخمس نقاط لتحقيق هدف ميداني. بحلول سنة 1887، تم تغيير مدة المباراة لتصبح مكونة من شطرين في كل واحد منهما 45 دقيقة. خلال نفس العام تقرر ان يدير كل مباراة حكمين اثنين بوظائف مختلفة. بعد ذلك بعام، تم ادخلت تغييرات جديدة على القواعد، وفي سنة 1889 تم منح الصافرات والكرونومتر للحكام.
بعد مغادرته لبيل في سنة 1882، اشتغل كامب في «شركة نيو هافن كلوك» إلى غاية وفاته في سنة 1925.
على الرغم من أنه لم يعد لاعب، واصل كامب حضور عدد من المؤتمرات طوال حياته، بالموازات مع ذلك كان كامب يختار شخصيا تشكيلة فريق «أمريكا كلها» (بالإنجليزية: All-America)‏ انطلاقا من سنة 1898 وإلى غاية 1924. بعد وفاته تواصل مؤسسة والتر كامب لكرة القدم اختيار هذه الفرق تكريما له.

### التوسع (1880-1904)
عرفت كرة القدم الجامعية انتشارا كبيرا خلال آخر عقدين من القرن التاسع عشر. في سنة 1880، لم يتعدى عدد الجامعات المشاركة لعبة كرة القدم الأمريكية بين الجامعات ثماني جامعات، لكن هذا العدد سرعان ما ارتفع بحلول سنة 1900 إلى ثلاثة وأربعين.
في سنة 1879، أصبحت جامعة ميشيغان أول جامعة في غرب ولاية بنسلفانيا تمتلك فريقا لكرة القدم الأمريكية. تبعتها في وقت لاحق جامعات أخرى من الغرب الأوسط، بما فيها جامعة شيكاغو، جامعة نورث وسترن وجامعة منيسوتا.
تم تأسيس أول رابطة وطنية لكرة القدم، المؤتمر المشترك بين الجامعات لممثلي الكيات (أو المؤتمر الغربي)، في سنة 1895 تمهيدا لمؤتمر العشرة الكبار (بالإنجليزية: Big Ten Conference)‏.
بفضل قيادة المدرب الأسطوري فيلدينغ يوست، أصبح فريق جامعة ميشيغان قوة في اللعبة وحقق العديد من الانتصارات. حيث خاض ما بين سنتي 1901 و1905 سلسلة من ستة وخمسين مباراة بدون هزيمة، بما فيها أول مباراة خارج الموسم، روز بول (بالإنجليزية: Rose Bowl)‏ (تقليد سنوي يقام في الأول من يناير، مع بعض الاستثناءات: إذا كان يوم رأس السنة الميلادية هو يوم الأحد، يتم تقدميم المارات إلى يوم الاثنين 2 يناير). خلال سلسلة الانتصارات هذه، حصل فريق ميشيغان على 2831 نقطة، في المقابل حصل خصومه على 40 فقط.
مدرب أسطوري آخر هو أموس ألونزو ستاغ من جامعة شيكاغو، الذي قضى معظم حياته المهنية في رابطة الغرب. عمل لأول مرة في مدرسة "سبرينغفيلد الدولية للتدريب، ثم في شيكاغو، ومن ثم في جامعة المحيط الهادئ، على مدى خمس وخمسين عاما. صنف ألونزو ستاغ سنة 2007 في المرتبة السابعة لأكثر المدربين نجاحا، بما مجموعه 314 انتصارا.

### العنف والجدل (1905)
انطلاقا من أيامها الأولى كلعبة حشد جماعية، وكرة القدم الأمريكية تصنف على أنها رياضة عنيفة لطالما ارتبطت بالإصابات. مباراة هارفارد ييل لسنة 1894 على سبيل المثال، المعروفة باسم «حمام دم هامبتون بارك»، تسببت في إصابات بالغة لأربعة لاعبين؛ أدت لتوقف المباريات لما يقرب من ثلاث سنوات إلى غاية سنة 1897. تم تعليق المباراة السنوية المقامة بين الجيش والبحرية بين سنتي 1894 و1898 لأسباب مماثلة. غالبا ما تؤدي الاصطدامات الناتجة إلى إصابات خطيرة، بل وحتى إلى التسبب بالموت أحيانا.
بلغ العنف حدوده في سنة 1905 عندما كان هناك تسعة عشر حالة وفاة في جميع أنحاء البلاد. الشئ الذي دفع الرئيس الامريمي ثيودور روزفلت إلى الدخول على الخط، حيث هدد بحظر اللعبة في حالة ما إذا لم يتم إجراء تغييرات جذرية عليها. تغيير سنة 1906، الهادف لفتح اللعبة والحد من الإصابات، تم إضفاء الشرعية عليه وتمريره إلى الأمام. على الرغم من أن هذا التغيير لم يستخدم بشكل كامل خلال السنوات الأولى، إلا أنه كان علامة فارقة في تاريخ قوانين اللعبة التي ساهمت في توطيد أسس اللعبة الحديثة. في 28 ديسمبر 1905، اجتمع في نيويورك، ممثلون عن 62 جامعة بغرض مناقشة تغيرات في قواعد اللعبة. كنتيجة لهذا الاجتماع تشكل ما تعرف حاليا باسم الرابطة الوطنية لرياضة الجامعات.

### من الإقليمية إلى الوطنية (1930-1958)
استمرت اللعبة الجامعية في النمو خلال سنوات الثلاثينيات، وبصفة خاصة في جنوب الولايات المتحدة، ساهت في ذلك منافسات شرسة كانت المنطقة مسرحا لها، على غرار «التنافس الأقدم في منطقة الجنوب العميق» بين جامعتي جورجيا وأوبرن.
بالرغم من كون معظم القوى الوطنية في اللعبة  قبل حلول سنوات العشرينيات كانت تنحدر من الشمال الشرقي أو الغرب الأوسط للولايات المتحدة، إلا أن هذه الحقيقة سرعان ما تغيرت مع مرور الزمن، أين بدأت فرق الجنوب شيئا فشيئا في تحقيق نجاحات وطنية. فاز فريق جامعة ألاباما بمقابلة الروز بول التي أدارها الحكم والاس واد سنة 1926، وحقق لقبه الوطني الأول. كما فاز فريق معهد جورجيا التقني هو الآخر على جامعة كاليفورنيا في مقابلة الروز بول لسنة 1929. تحولت كرة القدم الجامعية بسرعة إلى الرياضة الأكثر شعبية في الجنوب الأمريكي.

### كرة القدم الجامعية الحديثة (1958 - الوقت الحاضر)
بعد النجاح التلفزيوني الضخم لمباراة البطولة من الدوري الوطني لكرة القدم الأمريكية في سنة 1958، لم تعد لكرة القدم الجامعية شعبية مثل الدوري الوطني لكرة القدم الأميركية، على الأقل على المستوى الوطني. على الرغم من أن كلا اللعبتين تستفيدان من نفس الظهور التلفزيون اعتبارا من أواخر سنوات الخمسينيات، إلا أن الدوري الوطني لكرة القدم الأميركية هو من نال الشعبية الواسعة على الصعيد الوطني في الوقت الذي حافظ فيه كرة القدم الجامعية على روابط إقليمية قوية.

## كرة القدم الأمريكية خارج حدود الولايات المتحدة
لعبت كرة القدم الأمريكية في أماكن أخرى غير
الولايات المتحدة منذ العشرينيات، وسرعان ما تزايدت شعبيتها بعد الحرب العالمية الثانية، خصوصا في البلدان التي تمركز بها الجنود الأمريكيون، الذين شكلوا بعد ذلك الجزء الأكبر من اللاعبين والمتفرجين. بحلول سنة 1998، أنشئ الاتحاد الدولي لكرة القدم الأمريكية (IFAF)، بهدف التنسيق بين المسابقات الدولية للهواة. في سنة 2008، كان هناك 52 بلدا من القارات الخمس تحت رعاية الاتحاد الدولي لكرة القدم الأمريكية.
يشرف الاتحاد الدولي لكرة القدم الأمريكية، الذي يقع مقره الرئيسي في مدينة باريس  على تنظيم بطولة العالم لكرة القدم الأمريكية، على رأس كل أربع سنوات.
هيمنت اليابان إلى غاية سنة 2007، على كرة القدم الأمريكية للهواة خارج الولايات المتحدة، حيث فاز المنتخب الياباني بالنسختين الأولى والثانية لكأس العالم، التي أقيمتا على التوالي خلال سنتي 1999 و2003، وفي كل مرة كانت تصطدم بالمكسيك في المباراة النهائية. ولم يهزم اليابانيون إلا في سنة 2007 عندما خسرروا في المبارات النهائية لبطولة العالم التي أقيمت على أرضهم ضد الولايات المتحدة بنتيجة 20 مقابل 23.
يهدف الاتحاد الدولي لكرة القدم الأمريكية إلى جعل كرة القدم الأمريكية رياضة أوليمبية تعترف بها اللجنة الأولمبية الدولية.
يعود الظهور الوحيد لهذه الرياضة في دورات الألعاب الاولمبية إلى دورة الألعاب الاولمبية الصيفية لسنة 1932 في لوس أنجلوس باعتبارها «رياضة استعراضية». من بين أهم المشاكل المختلفة التي يتعين على الاتحاد حلها، لجلب الاعتراف باللعبة كرياضة أوليمبية، هناك المسابقات النسائية، توسيع نطاق الرياضة في أفريقيا وكذا الاختلال العالمي لصالح الفرق الأمريكية.

### المكسيك
لعبت كرة القدم الأمريكية في المكسيك منذ أوائل سنوات 1920، إذ تعد واحدة من بين الرياضات المفضلة لدى الأقليات في الكليات والجامعات المكسيكية. على مدى عقود، تزايدت مشاركات الكليات والجامعات في البطولة، فتم إنشاء أربع فئات تسمى فويرزاس (fuerzas). تحولت أول فئة فويرزاس إلى الرابطة الوطنية في سنة 1970. بحلول سنة 1978، أعيد تنظيمها من جديد لتصبح تحت مسمى المنظمة الوطنية لطلاب كرة القدم الأمريكية (ONEFA).

### اليابان
تأسست الرابطة اليابانية لكرة القدم الأمريكية في سنة 1934 مع ثلاث فرق للكليات : ريكيو، ميجي وواسيدا. تمكنت مباراة النجوم التي جمعت بين فريقين من شرق وغرب اليابان في سنة 1937، من جذب انتباه أكثر من 25000 متفرج.

### أوروبا
بدأت كرة القدم الأمريكية لأول مرة في أوروبا خلال البطولة التي أجريت في إيطاليا بين أربعة فرق تنتمي لدول حلف شمال الأطلسي. دائمًا في إيطاليا، حيث بدأت الرياضة في التمركز، كانت مكانا لأول مبارات محلية بين فريقين أوروبيين بياتشنزا ولنيانو. في ألمانيا القريبة تم في سنة 1979 إنشاء الدوري الألماني لكرة القدم الأمريكية. عرفت سنة 1981، تنظيم أول مبارات دولية بين فريقين أوروبيين هما إيطاليا وألمانيا.
بعد مرور عام من ذلك، تشكل الاتحاد الأوروبي لكرة القدم الأوروبية الأمريكية (AEFF) من طرف كل من فنلندا، إيطاليا، ألمانيا، النمسا وفرنسا. في سنة 1985، تحول إلى الدوري الأوروبي لكرة القدم الأمريكية، ثم توسع بعد ذلك بعد دخول سويسرا وهولندا وبريطانيا العظمى. يعرف الاتحاد حاليا باسم الاتحاد الأوروبي لكرة القدم الأمريكية (EFAF)، ويضم اثنين وعشرين عضوا كامل العضوية. يوجد اليوم، أكثر من 800 نادي في أوروبا، منها 230 تحت إدارة الاتحاد الألماني.

## رياضات مماثلة
هناك رياضات أخرى لها تاريخ مشترك مع كرة القدم الأمريكية. كرة القدم الكندية على سبيل المثال، التي هي الأخرى شكل من أشكال اللعب التي تطورت بالموازات مع كرة القدم الأمريكية، إلا أنه وبالرغم من أن كلا الرياضتين لهما تاريخ مشترك، فإن قواعدهما تتميزان عن بعضهما باختلافات جوهرة.
كرة قدم الحلبة (Arena Football) التي هي رياضة حديثة مستمدة إلى حد كبير من كرة القدم الأمريكية؛ اخترعت اللعبة في سنة 1981، وتجعل من الممكن لعب كرة القدم الأمريكية داخل صالة مغلقة لهوكي الجليد أو لكرة السلة. منذ تأسيسها سنة 1987، و«دوري كرة قدم الحلبة» هو الدوري الرئيسي لهذه الرياضة.